# Cantonul Rouvroy
Cantonul Rouvroy este un canton din arondismentul Lens, departamentul Pas-de-Calais, regiunea Nord-Pas-de-Calais, Franța.

## Comune
| Comune        | Populație (1999) | Cod poștal | Cod INSEE |
| ------------- | ---------------- | ---------- | --------- |
| Drocourt      | 3 104            | 62320      | 62277     |
| Méricourt (1) | 11 723           | 62680      | 62570     |
| Rouvroy       | 9 077            | 62320      | 62724     |